# Phrynarachne tuberosa
Phrynarachne tuberosa es una especie de araña cangrejo del género Phrynarachne, familia Thomisidae. Fue descrita científicamente por John Blackwall en 1864.

## Distribución
Esta especie se encuentra en India.

## Tratamiento taxonómico
La especie aparece registrada y publicada en Descriptions of seven new species of East Indian spiders received from the Rev. O. P. Cambridge. Annals and Magazine of Natural History (3) 14(79): 36–45.